# Beqa
Beqa è un'isola delle Figi, situata circa 10 km a sud da Viti Levu. Essa è suddivisa in due distretti (tikinas), che sono Sawau e Raviravi.